# Duomo di Rossano

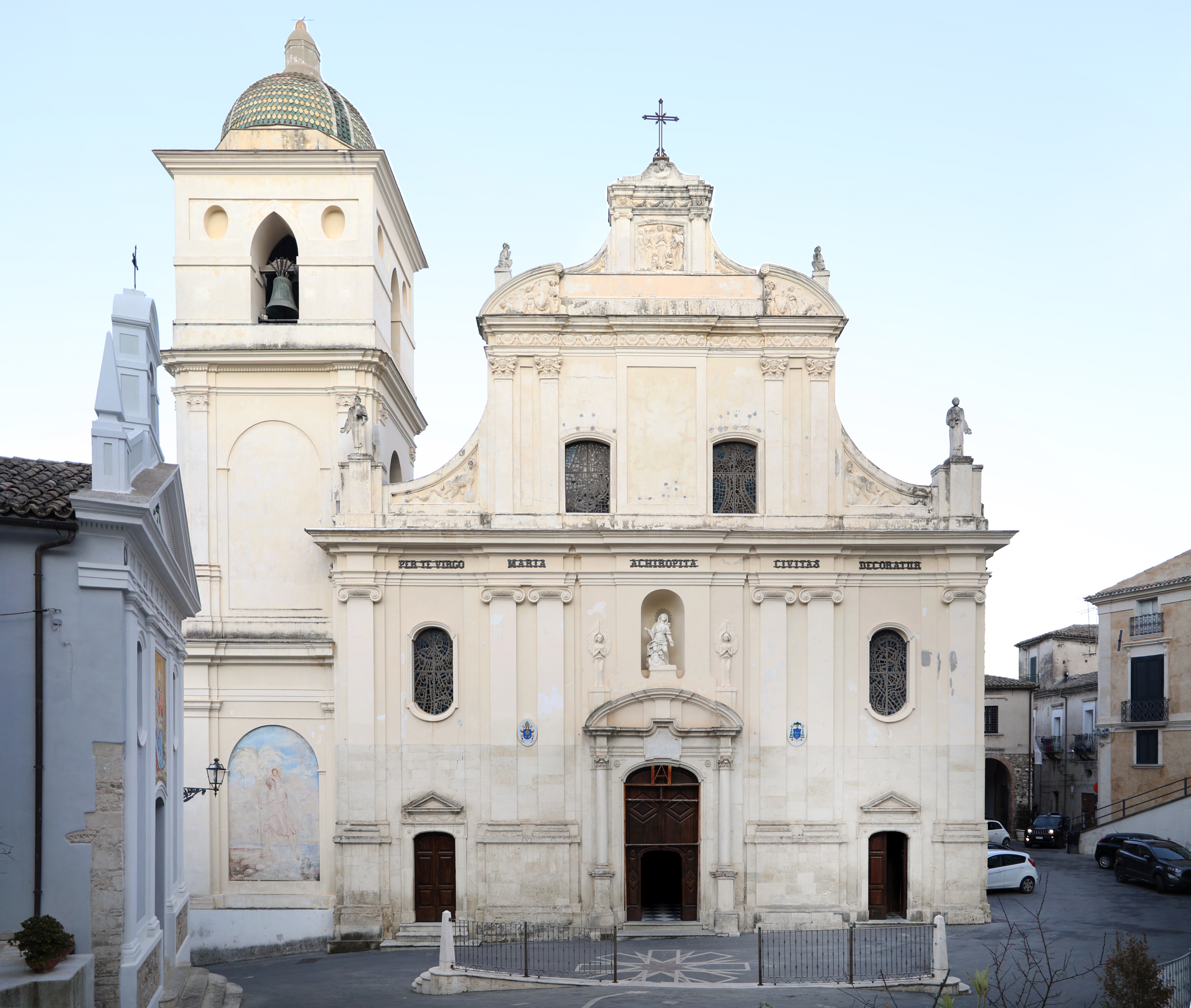
Fasada katedry

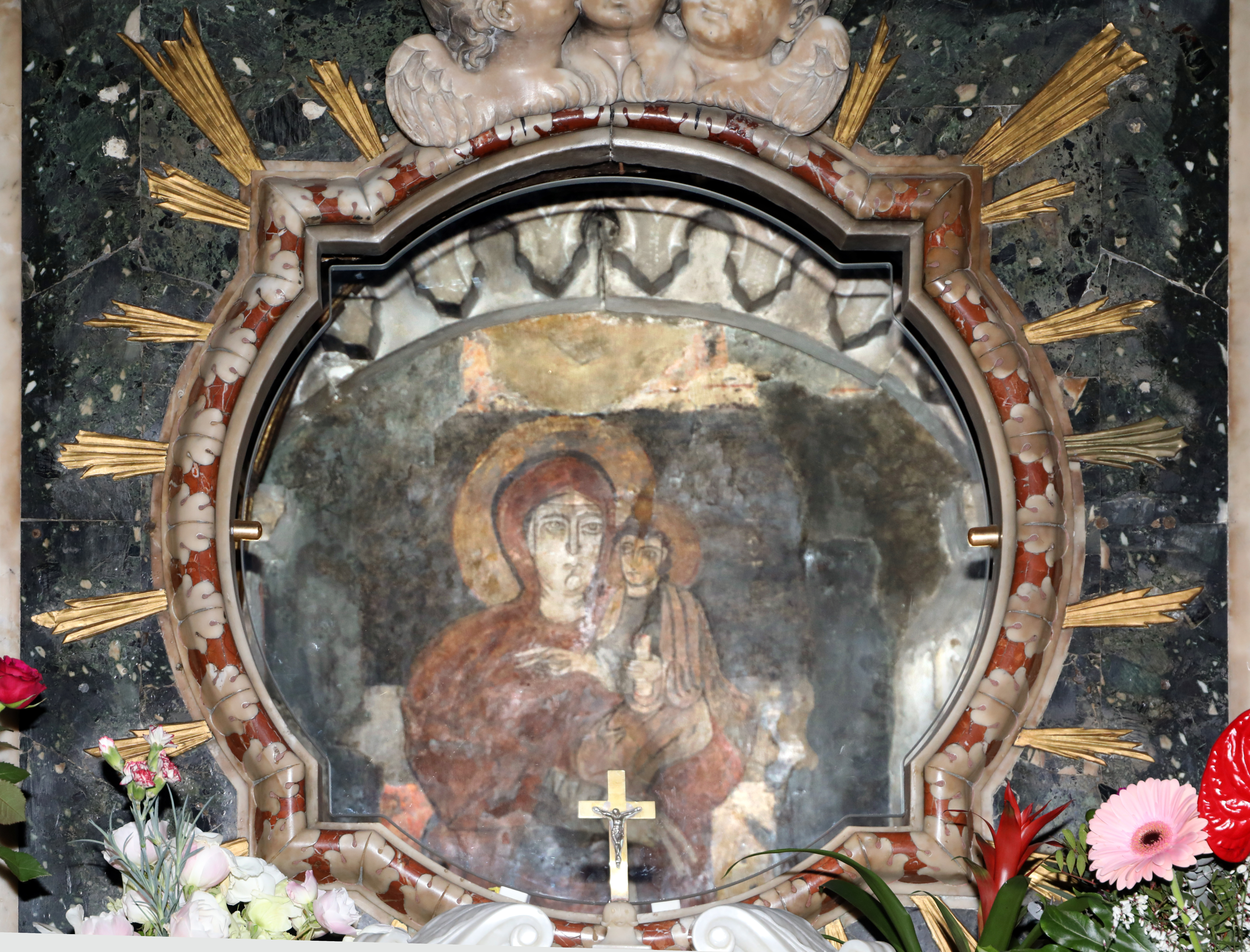
Obraz Madonny Acheiropity w katedrze

Duomo di Rossano (Katedra w Rossano) – znana też jako Cattedrale di Maria Santissima Achiropita (Katedra Najświętszej Marii Acheiropity), jest rzymskokatolicką katedrą w Rossano zadedykowanej Najświętszej Marii Panny. Jest siedzibą arcybiskupa Archidiecezji Rossano-Cariati. Dawniej była siedzibą biskupa i arcybiskupa Rossano.
Katedra została wzniesiona w XI wieku. W wiekach XVIII–XIX została gruntownie przebudowana. Dzwonnica i chrzcielnica pochodzą z XIV wieku. Monumentalna ambona z marmuru została zbudowana w 1752 roku.
Katedra jest znana dla obrazu Madonny Acheiropity, patronki miasta Rossano. Obraz datowany jest na lata 580–750 i pochodzi z epoki bizantyńskiej. Od połowy średniowiecza jest przedmiotem kultu i pielgrzymek.
Przy katedrze znajduje się Diecezjalne Muzeum Sztuki Sakralnej (Museo Diocesano di Arte Sacra di Rossano) utworzone w 1952 roku. Przechowywany jest w nim purpurowy Kodeks z Rossano. Kodeks powstał na Wschodzie, a przywieziony tu został przez mnichów uciekających przed inwazją arabską, bywa nazywany „perłą z Rossano”.